# Santa Hates You
Santa Hates You est un groupe allemand de drum and bass et d'aggrotech, originaire de Hambourg. Il est composé de la chanteuse italienne Jinxy et du leader de Project Pitchfork, Peter Spilles.

## Nom et philosophie
Le nom du groupe est né lors d'une des sessions de brainstorming au début de leur activité musicale. Il est choisi à la fois pour son caractère mémorable et pour la critique implicite du « monde sans éthique dans lequel nous vivons ». Le personnage de Saint Nicolas, qui selon les membres du groupe est transfiguré de manière sentimentale, doit ainsi être doté d'un caractère négatif, ce qui, selon les déclarations des membres, correspondait à la perspective artistique du groupe. Au lieu du « monde idéal » propagé pendant l'enfance, dans lequel le bien triomphe toujours, le nom du groupe s'inspire de la réalité existante aux yeux de Spilles et Jinxy, dans laquelle, à l'âge adulte, il s'agit de plus en plus d'argent et de pouvoir, accompagnés d'un manque de valeurs,.
L'alchimie humaine entre Spilles et Jinxy, qui se sont rencontrés pour la première fois dans le cimetière de Hambourg-Ohlsdorf, contribue également à la création du groupe. Bien que Peter Spilles soit surtout connu pour son travail au sein de Project Pitchfork, le groupe souligne dans des interviews que les deux projets sont indépendants l'un de l'autre et qu'ils s'adressent en partie à des segments de fans différents - ce qui fait que parmi les fans de Santa Hates You, il y a à la fois des fans et des critiques de Project Pitchfork. Selon les dires de Peter Spilles, son engagement dans Santa Hates You s'explique entre autres par sa motivation à « bousculer la scène electro » et à offrir un nouvel espace de création à ses multiples idées. Spilles est d'avis que Santa Hates You est représentatif de son côté ludique, ce qui se reflète aussi bien dans les textes que dans l'image du groupe.

## Style musical
Au début des nouveaux morceaux, le groupe compose la mélodie, suivie des paroles. Selon Spilles, seules les chansons qui fonctionnent comme des chansons purement instrumentales pour les membres du groupe entrent en ligne de compte pour l'écriture des textes. Le groupe fait de l'electro, et les musiciens indiquent que leur objectif principal est de faire danser, c'est pourquoi l'effet de leur musique est testé dans les clubs. Les clips de Santa Hates You font parfois l'objet d'une attention particulière, notamment en raison de leur humour, que Spilles compare à « un mélange de Till Lindemann de Rammstein, de Martyn Jacques des Tiger Lillies et du Joker interprété par Heath Ledger ». Selon le groupe, il puise son inspiration dans la littérature et l'art du XXe siècle, ainsi que dans des mouvements artistiques comme le symbolisme et le surréalisme.
Depuis sa création, le groupe s'est produit, en plus de ses propres concerts, dans plusieurs festivals - dont le Blackfield Festival, l'Amphi Festival, Elektroshokk et E-tropolis. Depuis 2009, le groupe est géré par le label Trisol Music Group.

## Discographie
- 2007: You’re on the Naughty List (Candyland Entertainment)
- 2010: Crucifix Powerbomb (Trisol)
- 2010: PostApocalypticNudeIndustrialCorps (Trisol)
- 2011: Jolly Roger (Trisol)
- 2012: It’s Alive! (Trisol)